# Eusebio Fernández Ardavín
Eusebio Fernández Ardavín (Madrid, 31 de juliol de 1898 - Albacete, 9 de gener de 1965) fou un director de cinema, guionista i cartellista espanyol. Fill del litògraf i castellista César Fernández Ardavín i germà de l'escriptor Luis Fernández Ardavín. També treballà per a ell el seu nebot, el futur director César Fernández Ardavín.
Començà estudis d'enginyeria industrial, però ho deixà molt aviat per dedicar-se al cinema. Va començar algunes pel·lícules amateurs i el 1917 va fundar amb el seu germà Producciones Ardavín, on van fer algunes pel·lícules que retrataven el Madrid d'aquells anys. Quan va arribar el cinema sonor va treballar com a supervisor de diàlegs i dirigí les versions espanyoles a la sucursal de la Paramount Pictures a Joinville.
El 1932 va fundar els primers estudis de cinema sonor a Madrid, Compañía Española Americana (CEA) amb Jacinto Benavente, Carlos Arniches, els germans Álvarez Quintero, Pedro Muñoz Seca i Eduard Marquina i Angulo, on el 1933 realitzarà el primer llargmetratge sonor. Va morir en un accident de trànsit a Albacete en gener de 1965.

## Filmografia seleccionada
- La bejarana (1926)
- Saeta (1933)
- Vidas rotas (1935)
- El agua en el suelo (1934)
- La reina mora (1937)
- La florista de la reina (1940)
- La marquesona (1940)
- La rueda de la vida (1942)
- El abanderado (1943)
- La dama del armiño (1947)
- Neutralidad (1949)
- Vértigo (1951)
- La bella de Cádiz (1953)